# Надгробен паметник на Димчо Дебелянов
Надгробният паметник на Димчо Дебелянов е скулптурна композиция, съградена на гроба на поета след пренасянето на тленните му останки от Демир Хисар в Копривщица, в гробищния парк на храм „Успение Богородично“. Изработката е дело на професор Иван Лазаров през 1934 г.

## История на създаването
Идеята за пренасяне на костите на Димчо Дебелянов и съграждане на надгробен паметник в Копривщица е на литературния кръг „Живо слово“. Образуван за начинанието е фонд, в който първоначално се набират средства от литературни вечеринки, четения и сказки, а след това и от дарения. Ангажираните членове избират професор Иван Лазаров за човека, който ще осъществи това дело, като му е предоставена творческа свобода. Скулпторът прекарва много време в Копривщица и препрочита отново творчеството на Димчо. Професорът намира и първия модел за образа на „Майката“, като прототип става копривщенката Лила Паралеева, а след смъртта на баба Лила през 1932 година му позира Лала Душкова. Освен реализирания проект, Иван Лазаров разработва още два близки до него варианта, като образците се пазят в музея му в София. Членове на кръга и професорът възприемат идеята на Теодора Арабаджиева за изписване върху скалата на думите „... и в кротък унес чака тя да дойде нейното дете...“. Останките на поета са положени в новия му гроб на 23 август 1931 година. Скулптурата „Майка“ е поставена на гроба през 1934 година.

## Реставрации
През февруари 1940 година статуята е повредена от дете от града с умствени увреждания. Професорът сам отстранява щетите. В 1965 година група столични ученици след среднощни приключения отново разбиват лицето на фигурата. Възстановяването е възложено на ученика на покойния вече проф. Лазаров, скулптора Борис Кадийски, който през 1967 година по гипсовия оригинал изпълнява от айтоски андезит (куршум камък) повторение на фигурата. Новата статуя е поставена на гроба, а повреденият и закърпен оригинал е преместен в двора на къщата музей на Дебелянов в Копривщица през 1968 година.
Сега бронзово копие на статуята има и пред дома-музей на Иван Лазаров на булевард „Васил Левски“ в София. Друго, умалено копие се пази в художествената галерия в Плевен. В двора на Министерство на външните работи на България е поставена и „Майката“, излята от бронз в оригинален мащаб.

## Възпоменателен текст
| „ | И в кротъкъ унесъ чака тя да дойде нейното дете... Димчо Дебеляновъ †1916 г. | “ |